# Gioacchino Altobelli
Pour les articles homonymes, voir Altobelli.
Gioacchino Altobelli, né à Terni en Ombrie en 1814 et mort le 6 septembre 1879 à Rome, est un peintre et photographe italien.

## Biographie
Gioacchino Altobelli s'est installé à Rome dans les années 1830 ; il complète sa formation de peintre sous la direction du peintre Tommaso Minardi, dont l'atelier est situé dans le Palais Colonna, sur la Piazza Santi Apostoli.
En 1855, il a quarante ans et figure encore dans la catégorie des peintres, dans l'Almanacco romano : « Altobelli Gioacchino, [de] Terni, [avec atelier à la via] Margutta 48 ».

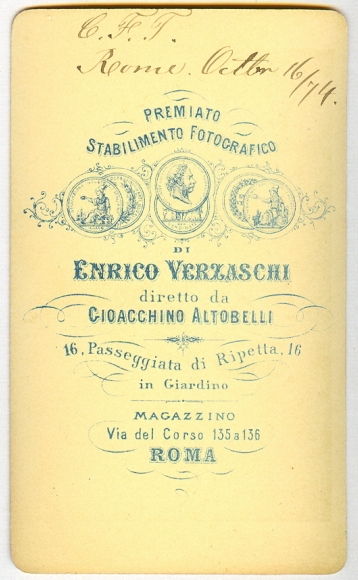
Verso d'une photographie d'Altobelli.

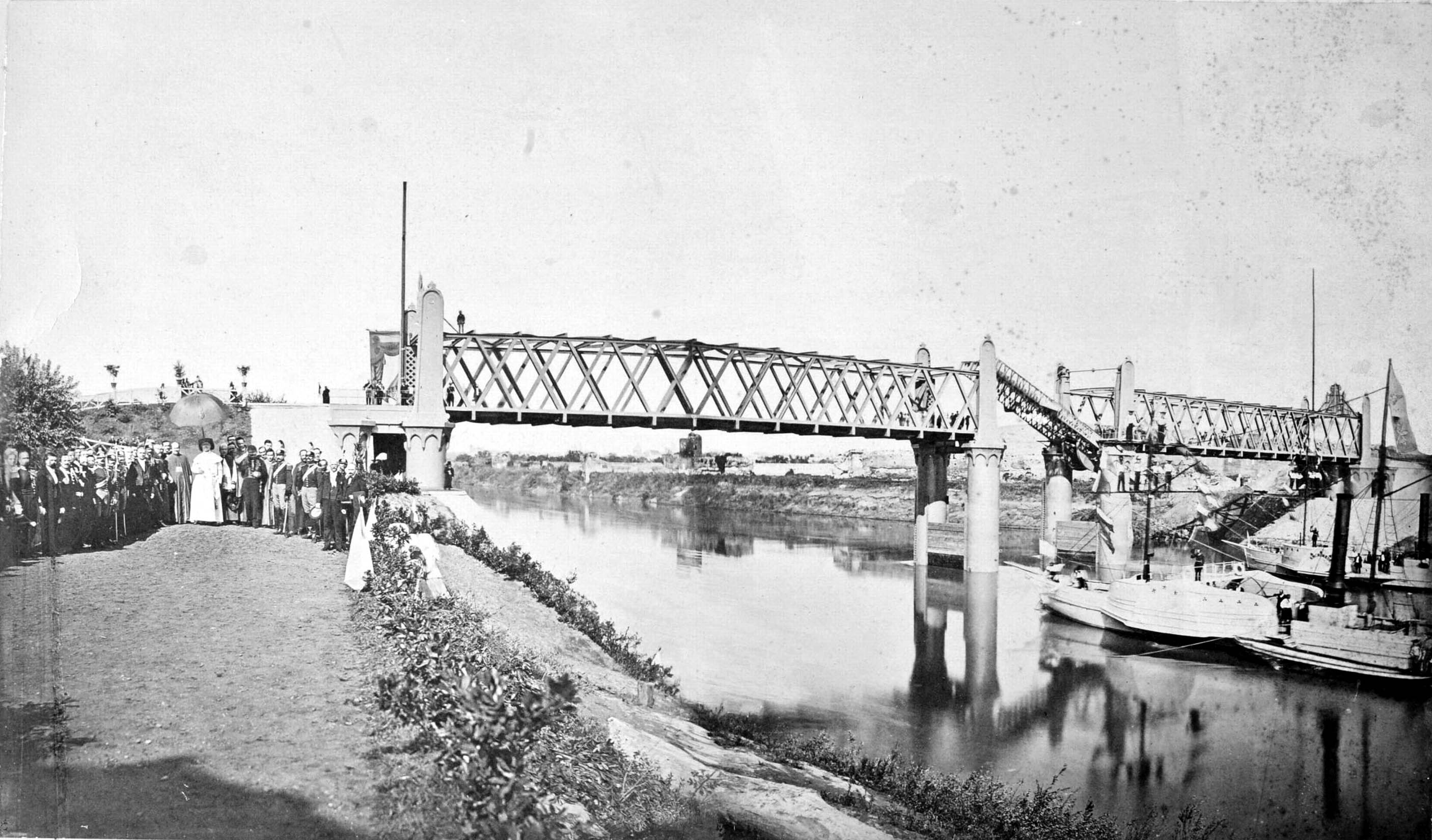
Altobelli et Molins, inauguration à Rome du pont ferroviaire en fer San Paolo en présence du pape Pie IX, 24 septembre 1863.

Anticipant le déclin de la peinture et la montée de la photographie, Altobelli s'associe avec un ami peintre d'origine espagnole, Pompeo Molins : ce dernier avait épousé la fille de Ludovico Fausti, un fonctionnaire de la cour papale, qui possédait un petit palais via di Fontanella Borghese 46, et il avait ouvert un studio photographique dans la maison de son beau-père. Les relations de Fausti avec l'administration papale leur permettent de prendre le titre de « Fotografi ufficiali dell'Accademia Imperiale di Francia e delle opere d'arte della Ferrovia romana » [photographes officiels de l'Académie impériale de France et des œuvres d'art du chemin de fer romain], au moment où le chemin de fer connaît un grand développement à la fin du règne de Pie IX. Les deux associés réalisent de nombreuses vues photographiques de Rome, ainsi que des vues documentant les travaux publics pontificaux, comme l'inauguration du pont de fer des Fiorentini (it) ou celle du pont ferroviaire de San Paolo.
La société est dissoute pour des raisons inconnues à la fin de l'année 1865 ; Altobelli crée son propre studio au 16 Passeggiata di Ripetta ainsi qu'une nouvelle société : "Stabilimento fotografico Altobelli & Co.", ce qui laisse supposer qu'il travaille en collaboration avec d'autres photographes, dont probablement Enrico Verzaschi : il est mentionné comme directeur du « Premiato Stabilimento Fotografico [Établissement photographique primé] di Enrico Verzaschi ».
Il réalise des vues de Rome et de ses sites antiques où on reconnait sa formation picturale, avec une construction du cadre et de l'image propre à la peinture. Il propose une nouvelle méthode afin d'« eseguire in fotografia le vedute dei monumenti con effetto cielo » [réaliser en photographie des vues de monuments avec effet de ciel], pour laquelle il obtient un brevet en 1866 ; sur une photographie du Forum romain de 1866, Altobelli crée un effet “chiaro di luna” [clair de lune] pour donner l'impression que l'image a été prise de nuit ; cette vue est considérée comme l'une des premières images « nocturnes » de l'histoire de la photographie, bien qu'il ne s'agisse pas encore d'une véritable photographie de nuit,. Il présente de nombreuses vues réalisées grâce à cette technique à l'Exposition universelle à Paris en 1867.
Le 21 septembre 1870, Gioacchino Altobelli réalise deux clichés qui sont une reconstitution photographique : la veille, les troupes italiennes étaient entrées dans Rome après une intense canonnade de la portion du mur d'Aurélien située entre la Porta Pia et la Porta Salaria ; les troupes des Bersaglieri réussissent à y ouvrir une brèche de 12 mètres (le but, en pénétrant dans la ville, était de conclure le processus de l'unification italienne en faisant céder le pouvoir temporel des papes sur Rome) ; Altobelli, avec l'autorisation du général Cadorna, se rend le lendemain à la Porta Pia avec son matériel photographique et fait poser les bersaglieri et l'infanterie piémontaise devant la porte, à cinquante mètres de la véritable brèche,,. L'une des photographies sera reproduite dans de nombreux livres scolaires et fera l'objet d'une carte postale.
En 1875, Altobelli photographie le premier tournoi national italien d'échecs, organisé par l'Académie romaine d'échecs,.
Altobelli meurt à Rome le 6 septembre 1879. Il y est inhumé dans le caveau familial.

## Collections
- Alte Pinakothek, Munich[14].
- Centre international de la photographie (International Center of Photography - ICP), New York[3].
- Musée d'Orsay, Paris[15].

## Expositions collectives
- 25 juin- 27 septembre 1987 : Pittori fotografi a Roma, 1845-1870: immagini dalla raccolta fotografica comunale, Palais Braschi, Rome.
- 10 novembre 2004 - 6 mars 2005 : Vu d'Italie 1841-1941 : la photographie italienne dans les collections du Musée Alinari, Pavillon des arts, Paris[16].
- 7 avril - 19 juillet 2009 : Voir l'Italie et mourir. Photographie et peinture dans l'Italie du XIXe siècle, Musée d'Orsay, Paris[17].

## Galerie

La via Ostiensis à Rome, avec la pyramide de Cestius et la Porta San Paolo, vers 1860.
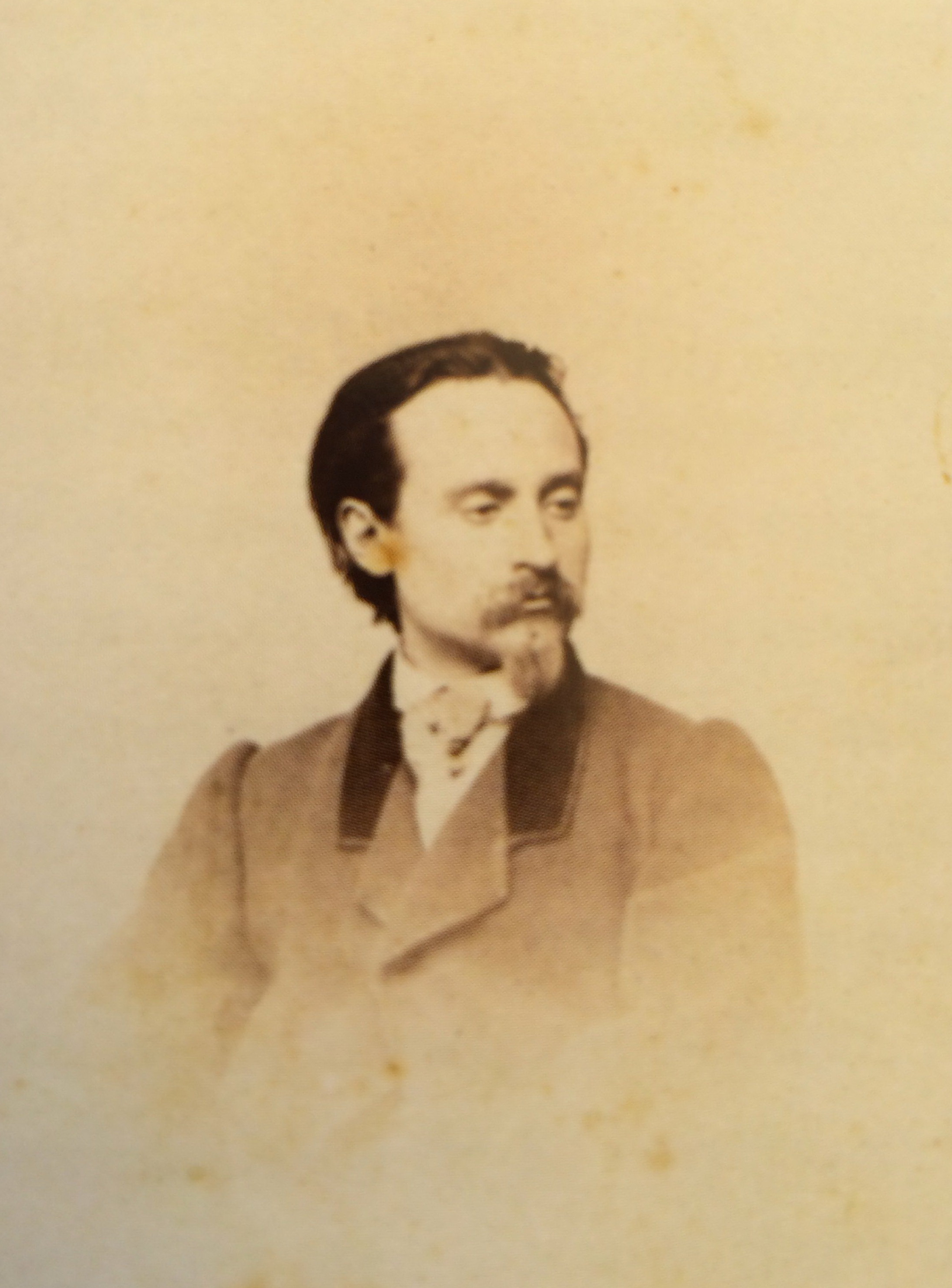
Le peintre Josep Tapiró i Baró, 1864.
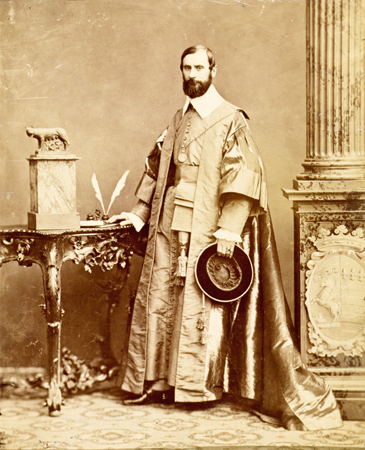
Francesco Cavalletti (it), 1865.
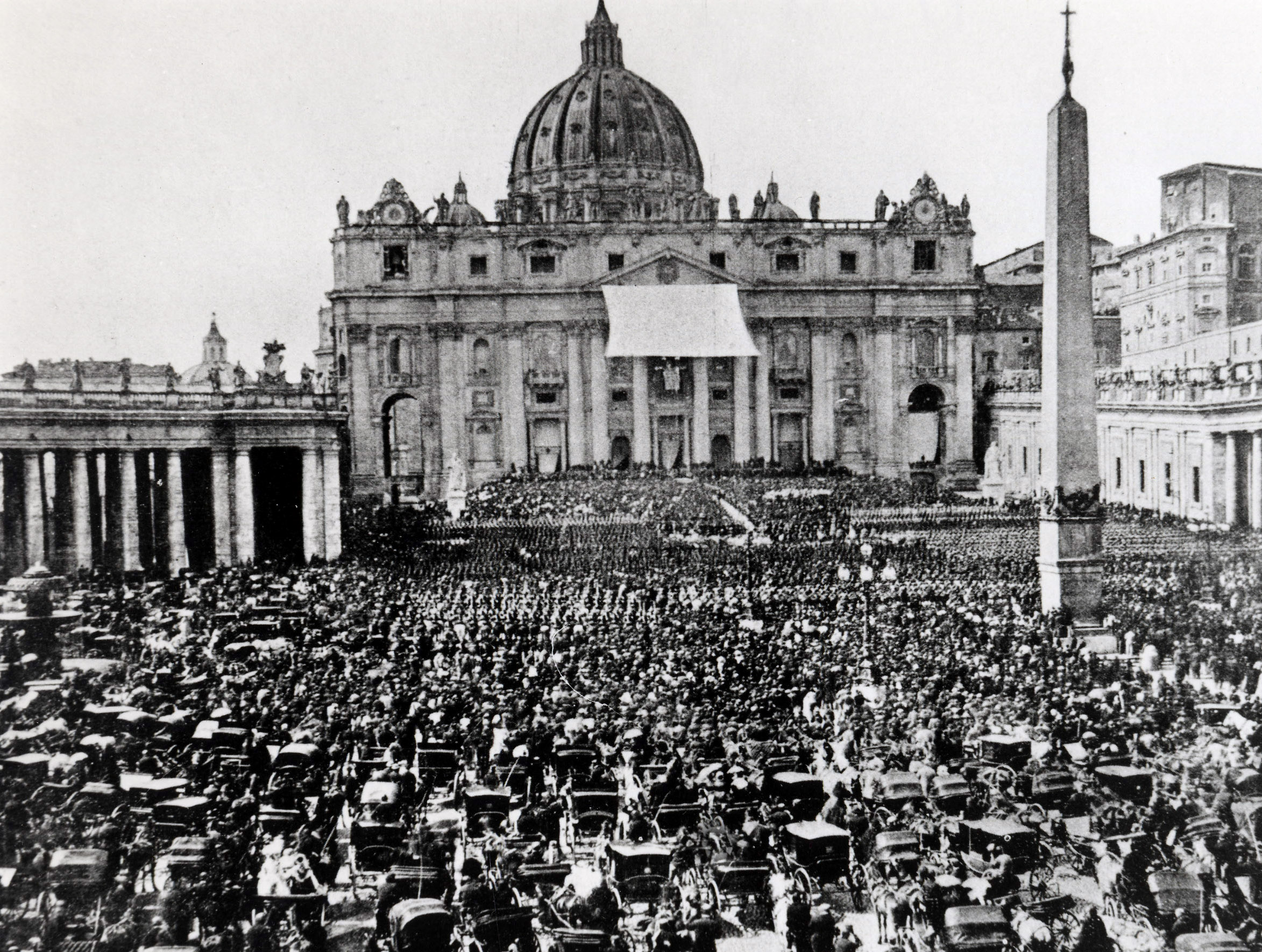
Messe de Pâques sur la place Saint-Pierre au Vatican, vers 1865.
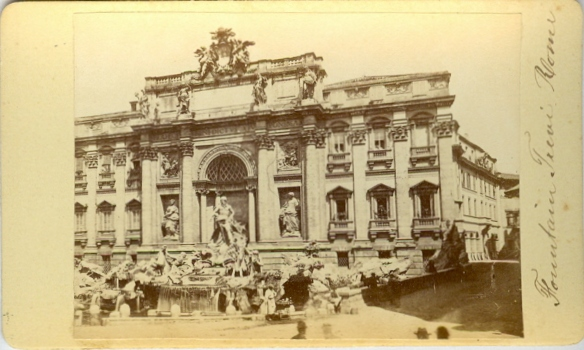
Fontaine de Trevi, 1874.
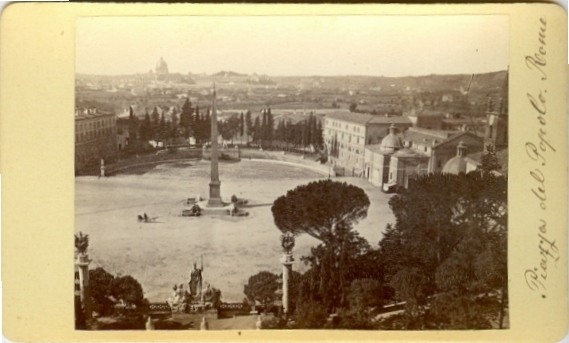
Piazza del Popolo à Rome, 1874.
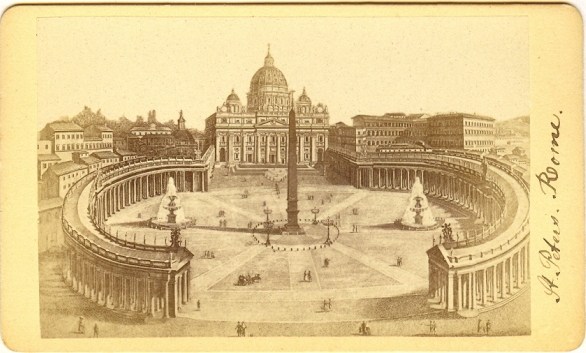
Basilique Saint-Pierre de Rome, 1874.
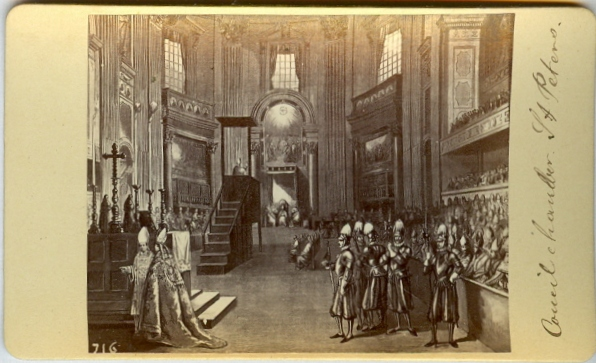
Salle du conseil à Saint-Pierre de Rome ; gravure d'après une photographie d'Altobelli, 1874.
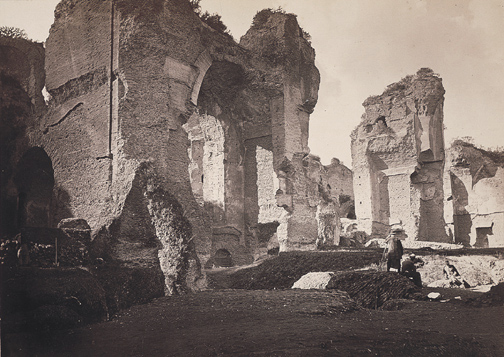
Ruines des Thermes de Caracalla à Rome.
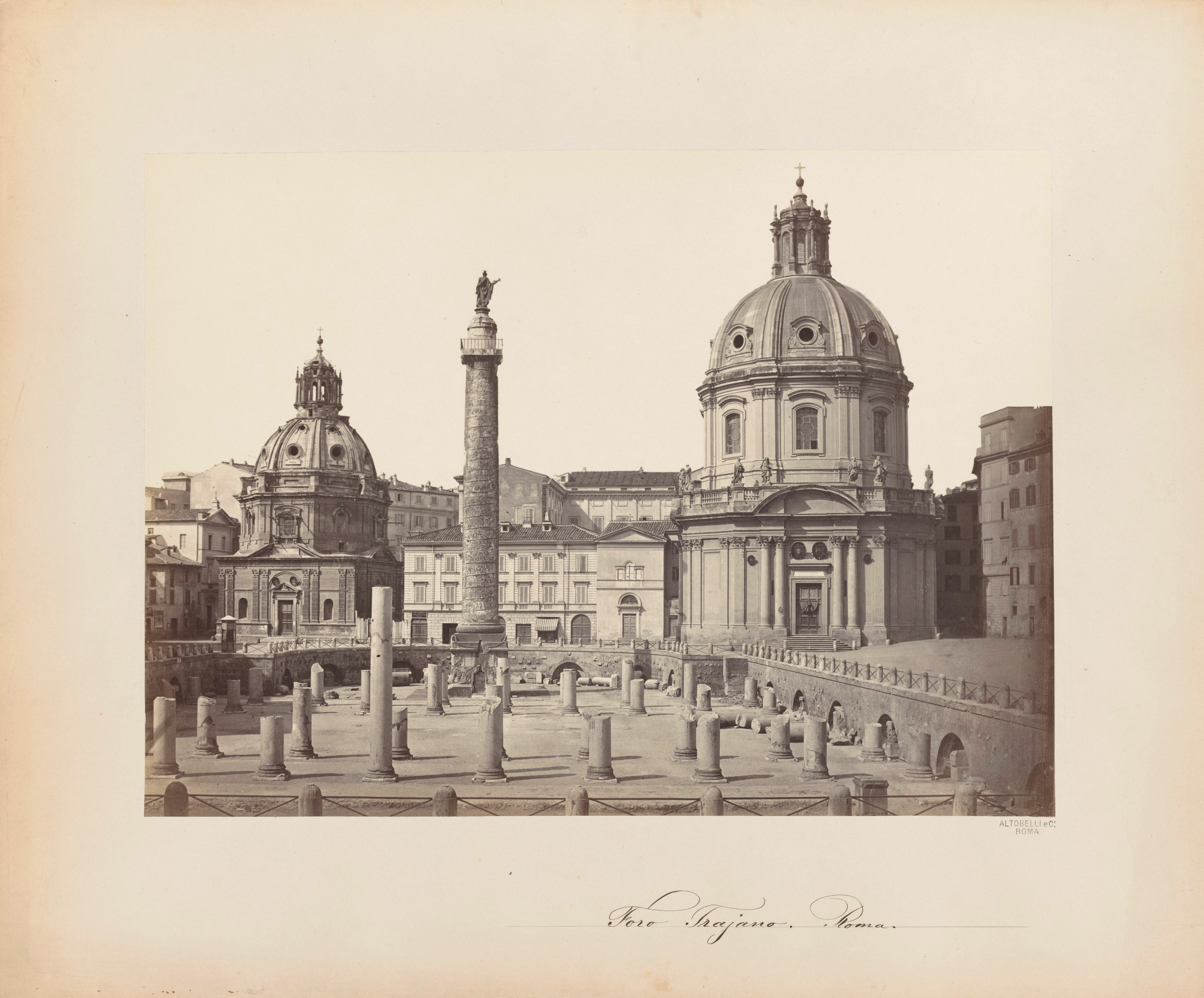
Le forum de Trajan à Rome.
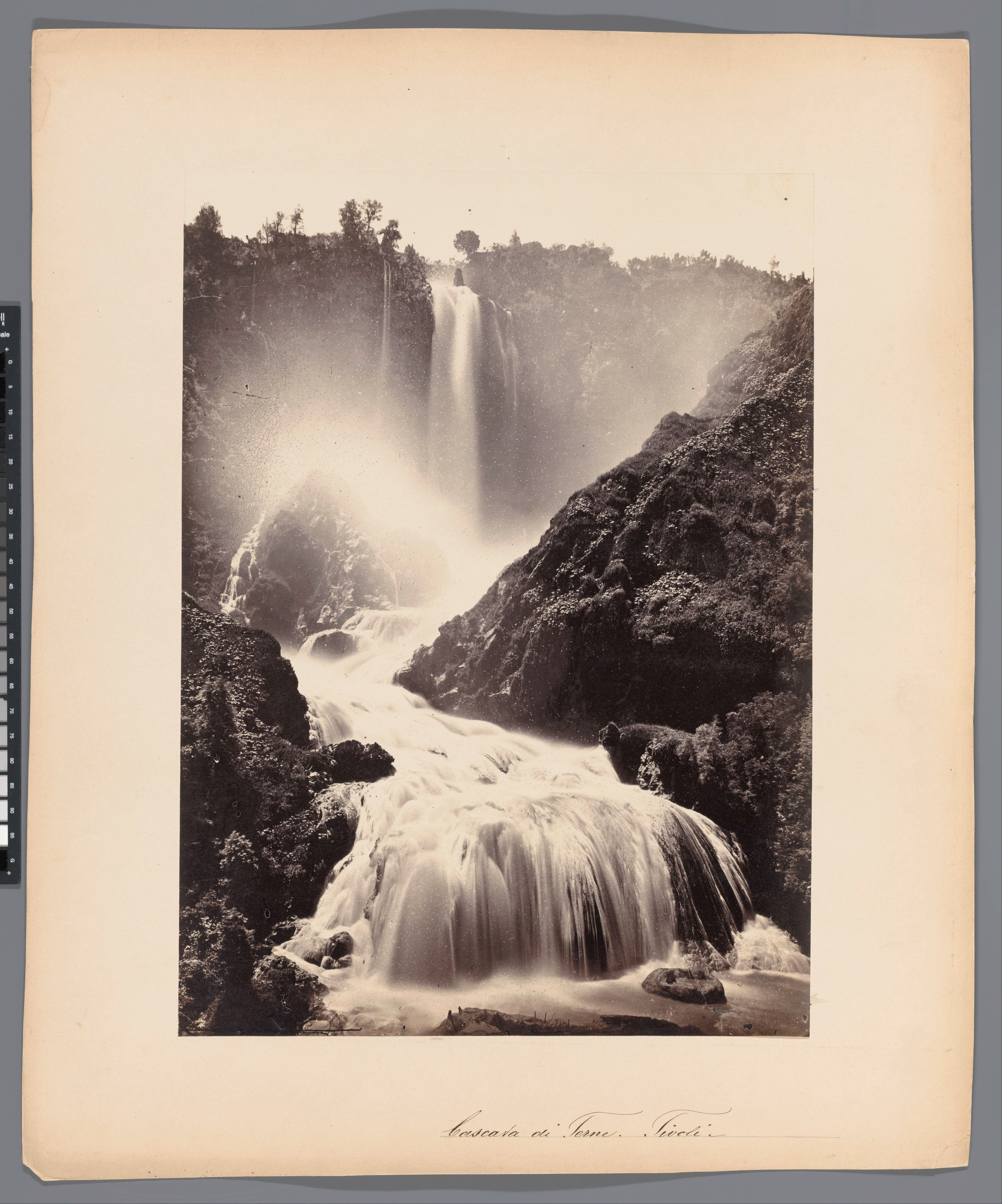
Cascade des Marmore en Ombrie.